# 永福路 (广州)
永福路位于中华人民共和国廣東省广州市越秀区，是一条呈「L」走向的道路，东北起广园东路，东南至先烈中路。

## 与之交汇道路
顺序由北往南路排列，粗体字为主干道。
- 广园东路
- 恒福路
- 先烈东横路
- 先烈中路